# Debar
Debar (Дебар) er en lille by i Makedonien, og ligger 131 km fra hovedstaden Skopje, 71 km fra byen Gostivar og 52 km fra byen Struga, i en højde af 625 m over havets overflade. 

## Historie
Debar optrådte for første gang på Ptolomeius' kort fra det 2. århundrede under navnet Deborus. I det 11. århundrede hørte byen ifølge dokumenter af Vasilius II under Biskoppen af Bitola.
I 1449 faldt byen i tyrkiske hænder og blev kaldt for Dibri eller Debra. Fra det 15. århundrede og helt igennem til det 19. århundrede var byen kendt som oprørernes by mod den tyrkiske sultan, og samtidig som stedet, hvor mange tyrkiske "Aga" og "Beg" levede. På det tidspunkt var byen et vigtigt handelscenter, da den lå på handelsruten for de mange forretningsmænd som passerede forbi her. I byens centrum lå bazaren med mange små forretninger. Byens gader og stræder var smalle, som var typisk for de islamiske byer. Mange huse, som var bygget i den periode er bevaret til i dag. I denne periode var byen delt i Gorni Debar (Øvre Debar) og Dolni Debar (Nedre Debar). 
Den etniske struktur i Debar skiftede i tiden under 2. verdenskrig, som på det tidspunkt var okkuperet af de fascistiske italienere (og senere af albanere). Mange makedonere, som frygtede terroren fra de italienske (senere albanske) besættere (kendt som Šiptar, Balist) forlod byen og bosatte sig i Skopje, hvor de dannede kvarteret Debar Malo (Debar-kvarteret).
I dag lever i hele området Debar omkring 17.000 mennesker, af hvilke omkring 10.000 lever i byen. Af disse er 62,5% etniske albanere, 21% makedonere, 13% sigøjnere mens resten er tyrkere og andre nationaliteter.
Dannelsen af den kunstige Debarsko Ezero (Debar-søen) har gjort området attraktivt for udflugter. 